# Operación Urano

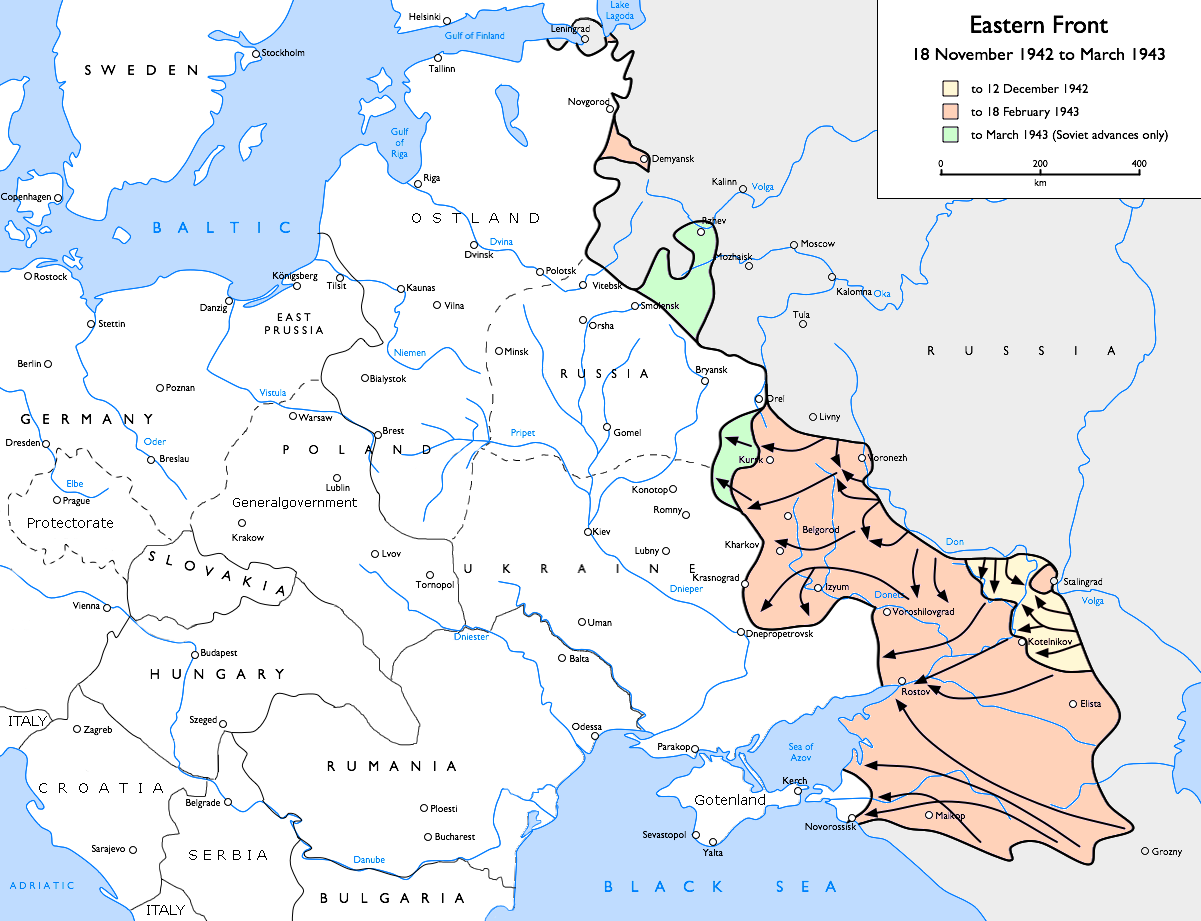
Avances soviéticos durante la Operación Urano.

La operación Urano (en ruso: Операция Уран) fue el nombre en clave dado por el Ejército Rojo a la operación estratégica  realizada entre el 19 y el 23 de noviembre de 1942 en el Frente Oriental de la Segunda Guerra Mundial que condujo al embolsamiento del 6.º Ejército alemán y otras fuerzas del Eje. La operación se ejecutó, aproximadamente, en la mitad de la batalla de Stalingrado, que duró cinco meses, y tenía como objetivo destruir a las fuerzas alemanas en Stalingrado y alrededores. Desde septiembre, los planificadores soviéticos estaban diseñando planes para envolver y destruir coordinadamente al Grupo de Ejércitos Centro —operación Marte— y a las fuerzas alemanas en el Cáucaso. El Ejército Rojo se aprovechó de la mala preparación del ejército alemán para el invierno y de la escasez de recursos que sufrieron sus tropas situadas cerca de Stalingrado, que, como respuesta a este problema, recurrieron a efectivos rumanos, peor equipados para combatir contra los blindados del enemigo, para proteger sus flancos. Los soviéticos explotarían esa debilidad para emplazar allí los puntos de partida de sus ofensivas. 
Debido a la longitud del frente creado para la operación Azul, cuyo doble objetivo era apoderarse de los campos petrolíferos del Cáucaso y tomar la ciudad de Stalingrado, las fuerzas alemanas y otras unidades del Eje se vieron obligadas a proteger sectores más allá de la distancia que debían ocupar. La situación se vio agravada por la decisión alemana de trasladar varias divisiones mecanizadas desde la Unión Soviética a Europa Occidental. Además, las unidades de la zona se desgastaron después de meses de combates, especialmente las que participaron en los combates en Stalingrado. Los alemanes solo podían contar con el XXXXVII Cuerpo Panzer, que tenía la fuerza de una sola división Panzer, y la 29.ª División de Infantería como reservas para reforzar a sus aliados rumanos en los flancos del 6.º Ejército alemán. En comparación, el Ejército Rojo desplegó más de un millón de efectivos con el propósito de comenzar la ofensiva en Stalingrado y sus alrededores. Sin embargo, el movimiento de las tropas soviéticas no fue fácil, especialmente el empeño en ocultar al enemigo sus intenciones así como por la tardanza que sufrían sus unidades debida a problemas logísticos. Debido a esas dificultades, la operación se había tenido que posponer ya antes en dos ocasiones, el día 8 y el día 17.
A las 07:20 horas (UTC+3) del 19 de noviembre, las tropas soviéticas comenzaron la ofensiva por el flanco norte de las fuerzas del Eje en Stalingrado; las del sur lo hicieron al día siguiente. Aunque las unidades rumanas pudieron repeler los primeros ataques, al final del día 20, el 3.º y el 4.º Ejército comenzaron una retirada precipitada después de que el Ejército Rojo consiguiera esquivar a las divisiones de infantería alemanas. Las reservas alemanas no fueron lo suficientemente fuertes como para detener a las unidades mecanizadas soviéticas, mientras que el 6.º Ejército tampoco fue capaz de movilizar con la suficiente rapidez ni decisión a las fuerzas acorazadas alemanas en la ciudad ni de reorientarlas para conjurar la inminente amenaza. A final del 22 de noviembre, las fuerzas soviéticas habían rodeado a unos 290 000 hombres al este del río Don gracias a la confluencia de sus unidades en la ciudad de Kalach. En lugar de intentar escapar del embolsamiento, el mandatario alemán Adolf Hitler decidió mantener a las fuerzas del Eje en Stalingrado y reabastecerlas por el aire. Mientras tanto, los comandantes soviéticos y alemanes comenzaron a planificar sus próximos movimientos.

## Antecedentes
El 28 de junio de 1942, la Wehrmacht inició una ofensiva, cuyo nombre en código era Fall Blau, contra las fuerzas soviéticas ubicadas en el lado opuesto al Grupo de Ejércitos Sur. Después de romper las fuerzas del Ejército Rojo el 13 de julio, los soldados tudescos rodearon y capturaron la ciudad de Rostov. Tras la caída de esta ciudad, Hitler dividió las tropas alemanas que operaban en el extremo sur de la RSFS de Rusia para intentar capturar simultáneamente la ciudad de Stalingrado y los campos petrolíferos del Cáucaso. El 6.º Ejército recibió la misión de la toma de Stalingrado, y a raíz de esto, inmediatamente se dirigió al río Volga y comenzó su avance con un fuerte apoyo aéreo por parte de la 4.ª Flota Aérea de la Luftwaffe. El 7 de agosto, dos cuerpos Panzer alemanes consiguieron flanquear y embolsar a un ejército soviético de 50 000 efectivos y aproximadamente 1000 carros de combate, y el 22 de agosto, las fuerzas alemanas comenzaron a cruzar el río Don para completar el avance hacia el Volga. Al día siguiente, se inició la batalla de Stalingrado a consecuencia del avance por los suburbios de la ciudad por parte de las vanguardias del 6.º Ejército.
En noviembre, el 6.º Ejército ya había ocupado la mayor parte de Stalingrado, lo que obligó al Ejército Rojo a retirarse a las orillas del río Volga. En ese momento, existía indicios de una inminente ofensiva por parte de los soviéticos que tenía como objetivo atacar a las fuerzas de la Wehrmacht estacionadas en los alrededores de la ciudad, incluido un incremento de actividad soviética frente a los flancos del 6.º Ejército, además de información obtenida gracias a los interrogatorios realizados a varios prisioneros soviéticos. Sin embargo, el mando alemán permaneció concentrado en finalizar la conquista de Stalingrado y no estaba seguro de dónde o cuándo tendría lugar el contraataque. El Alto Mando del Ejército, el general Franz Halder, había sido destituido en septiembre después de advertir sobre el peligro que se estaba produciendo a lo largo de la gran extensión de los flancos del 6.º Ejército y el 4.º Ejército Panzer. Ya en septiembre, el Stavka —alto mando— soviético comenzó a planificar una serie de contraofensivas para abarcar la destrucción de las fuerzas alemanas en el sur, la lucha en Stalingrado y en el Cáucaso, y contra el Grupo de Ejércitos Centro. Finalmente, el mando al cargo de las misiones soviéticas para relevar Stalingrado quedó bajo el general Aleksandr Vasilevski.
El Stavka desarrolló dos importantes operaciones en contra de las fuerzas del Eje que se encontraban cerca de Stalingrado, Urano y Saturno, y también planificó la operación Marte, diseñada para enfrentarse al Grupo de Ejércitos Centro alemán en un esfuerzo para distraer a los refuerzos e infligir el mayor daño posible. La operación Urano implicó el uso de grandes fuerzas mecanizadas y de infantería para rodear a las fuerzas alemanas, y a otras fuerzas del Eje, alrededor de Stalingrado. Durante el inicio de la organización de la ofensiva, los puntos de partida del ataque se establecieron en el frente hacia la retaguardia del 6.º Ejército alemán, lo que impidió en gran medida que los alemanes reforzaran rápidamente los sectores donde las unidades del Eje ya estaban en su límite y con dificultades. La ofensiva se basó en la estrategia del doble envolvimiento; Las fuerzas mecanizadas soviéticas penetrarían en la retaguardia alemana, mientras que otro ataque se llevaría a cabo cerca del 6.º Ejército alemán. Mientras el Ejército Rojo se preparaba, los altos comandantes teutones, influenciados por su creencia de que el Ejército Rojo se preparaba frente al Grupo de Ejércitos Centro en el norte, eran incapaces de montar una ofensiva simultánea en el sur, por lo que continuaron negando la posibilidad de una inminente ofensiva soviética.

## Fuerzas

### Eje
La operación Azul extendía a las fuerzas alemanas y a otras del Eje a lo largo de un frente de más de 480 kilómetros de ancho y varios cientos de profundidad, mientras que el objetivo de conquistar Stalingrado las distanció aún más al alejar al personal hacia el este. Por ejemplo, a principios de julio, el 6.º Ejército defendía una línea de 160 kilómetros, mientras participaba en una ofensiva que involucraba una distancia de alrededor de 400 kilómetros. El Grupo de Ejércitos B, que se separó del Grupo de Ejércitos Sur —las fuerzas que operarón alrededor del Cáucaso se denominaron Grupo de Ejércitos A—, parecía estar preparado para la misión: incluía el 2.º y el 6.º Ejército alemán, el 4.º Ejército Panzer, el 3.º y el 4.º Ejército rumano, el 8.º italiano y el 2.º húngaro. Este conjunto de fuerzas contaba con el 48.º Cuerpo Panzer, que tenía la fuerza de una división Panzer más débil, y una sola división de infantería como reserva. En su mayor parte, los flancos alemanes estaban controlados por los ejércitos de otros estados del Eje, mientras que las fuerzas alemanas encabezaron las operaciones continuas en Stalingrado y en el Cáucaso.

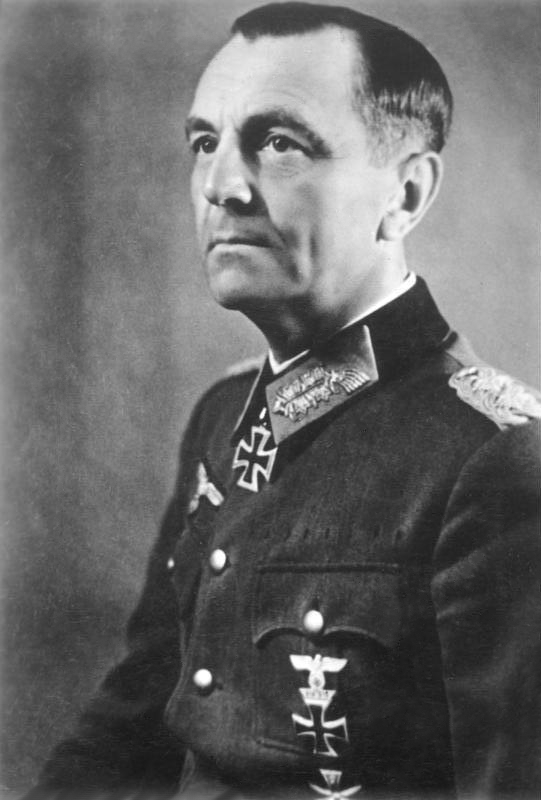
Friedrich Paulus, comandante del 6.º Ejército alemán.

Si bien Adolf Hitler confiaba en la capacidad de las unidades del Eje no alemanas para proteger sus flancos, en realidad estas unidades se basaban en equipos en gran parte obsoletos y en artillería cargada por caballos, mientras que en muchos casos el mal trato que se le daba al personal alistado por parte de los oficiales causaba mala moral. Con respecto a las fuerzas mecanizadas, la 1.º División Blindada rumana contaba con alrededor de 100 tanques LT vz.35 de fabricación checa, equipados con un ineficaz cañón de 37 milímetros contra el blindaje de los carros T-34 soviéticos. Del mismo modo, los cañones contracarro 3,7 cm PaK 36 también estaban anticuados y en gran parte escaseaban en munición. Después de varias solicitudes por parte de los rumanos, los alemanes les enviaron seis cañones 7,5 cm PaK 40 por división. Estas unidades se extendieron a lo largo de extansas líneas del frente, por ejemplo, el 3.º Ejército rumano ocupó una línea de 140 kilómetros de largo, mientras que el 4.º Ejército rumano protegió una línea de no menos de 270 kilómetros de largo. Los italianos y los húngaros se colocaron en el Don al oeste del 3.º Ejército rumano, pero los comandantes alemanes no tenían mucha estima en la capacidad de lucha de esas unidades.
En general, las tropas alemanas no estaban en la mejor forma; se vieron debilitadas por meses de lucha contra el Ejército Rojo y, mientras el Stavka levantaba nuevos ejércitos, el alto mando alemán intentaba mantener sus unidades mecanizadas existentes. Además, durante el curso de la ofensiva alemana entre mayo y noviembre de 1942, dos divisiones motorizadas de élite, la Leibstandarte y la Großdeutschland, fueron reasignadas del Grupo de Ejércitos A al oeste, para proporcionar una reserva mecanizada en caso de un desembarco aliado en Francia. El 6.º Ejército también había sufrido muchas bajas durante los combates en la ciudad de Stalingrado. En algunos casos, como el de la 22.ª División Panzer, su equipo no era mejor que el de la 1.ª División Blindada rumana. Las formaciones alemanas también se encargaban de defender largos tramos del frente; el XI Cuerpo de Ejército, por ejemplo, tenía que defender un frente de unos 100 kilómetros de largo.

### Unión Soviética

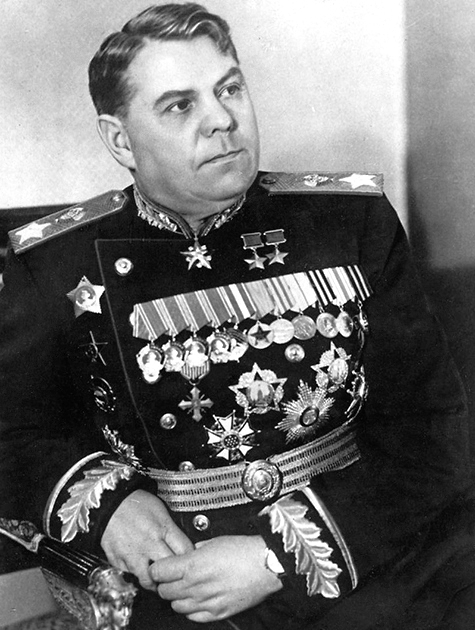
Aleksandr Vasilevski, uno de los comandantes soviéticos.

El Ejército Rojo asignó un estimado de 1 100 000 efectivos, 804 tanques, 13 400 piezas de artillería y más de 1000 aviones para la ofensiva. Para hacer frente al 3.º Ejército rumano, los soviéticos colocaron al reestructurado 5.º Ejército de Tanques, así como al 21.º y al 65.º Ejército, para penetrar e invadir los flancos alemanes. El flanco sur alemán fue objetivo de los 51.º y 57.º Ejércitos provenientes del Frente de Stalingrado, con el 4.º y el 13.º Cuerpo Mecanizado delante de ellos; estos penetrarían al 4.º Ejército rumano, con el fin de crear una conexión con el 5.º Ejército de Tanques cerca de la ciudad de Kalach. En total, los soviéticos acomularon 11 ejércitos, varias brigadas y cuerpos de tanques independientes. Sin embargo, los preparativos para la ofensiva estaban lejos de ser perfectos; el 8 de noviembre, el Stavka emitió órdenes para posponer la fecha de lanzamiento de la operación, porque los retrasos en el transporte habían impedido que muchas unidades pudieran trasladarse a su lugar. Mientras tanto, las unidades en el frente pasaron por una serie de entrenamientos para practicar cómo repeler un contraataque enemigo y cómo aprovecharse de una ofensiva con sus propias fuerzas mecanizadas. Los soviéticos ocultaron estas prácticas mediante una campaña de distracción, que incluía la disminución del tráfico de radio, el camuflaje, la seguridad operativa, el uso de cartas en lugar de la radio y el engaño al enemigo, como el del supuesto aumento en el movimiento de tropas alrededor de Moscú. Se ordenó a los soldados que construyeran fortificaciones defensivas, para ofrecer falsas expectativas a los teutones, mientras que se colocaban puentes falsos para desviar la atención de los puentes reales que se estaban construyendo a través del río Don. El Ejército Rojo también intensificó los ataques contra el Grupo de Ejércitos Centro y estableció formaciones ficticias para mantener la idea de una ofensiva principal contra las fuerzas alemanas situadas la región central de la Unión Soviética.
Las fuerzas soviéticas del Frente de Stalingrado fueron objetivo de intensos bombardeos, lo que dificultó la movilización. Los 38 batallones de ingenieros asignados al frente eran los responsables de transportar las municiones, el personal y los tanques a través del río Volga mientras realizaban reconocimientos menores a lo largo de las secciones del frente, las cuales serían los puntos de avance de la ofensiva. En tres semanas, el Ejército Rojo transportó alrededor de 111 000 soldados, 420 tanques y 556 piezas de artillería a través del Volga.
El 17 de noviembre, Vasilevski fue llamado a Moscú, donde se le mostró una carta dirigida a Stalin por el general Volski, comandante del 4.º Cuerpo Mecanizado, quien instó en suspender la ofensiva. Volski creía que la ofensiva, tal y como estaba planeada, estaba condenada al fracaso debido al estado de las fuerzas destinadas a la operación; sugirió posponer la ofensiva y rediseñarla por completo. A muchos soldados soviéticos no se les entregó ropa de invierno, y muchos murieron de frío, «debido a la actitud irresponsable de los comandantes». Aunque la inteligencia soviética intentó recopilar la mayor cantidad de información posible sobre la disposición de las fuerzas del Eje colocadas frente a ellos, no consiguieron mucha información sobre el estado del 6.º Ejército alemán. Los comandantes soviéticos, sin tomar en cuenta a Vasilevski, quien quería cancelar la operación, acordaron que la ofensiva no se suspendería, y Stalin llamó personalmente a Volski, quien reiteró su intención de llevar a cabo la operación en caso de que se le ordenara hacerlo.

## Ofensiva soviética

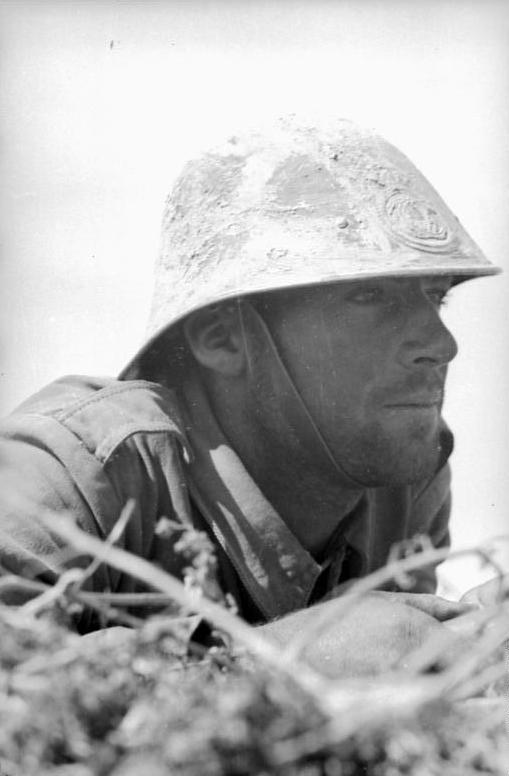
Soldado rumano en el frente.

Aunque la operación Urano fue inicialmente aplazada hasta el 17 de noviembre, el inicio de esta no fue hasta el 19 de noviembre debido a la poca preparación de los aviones que apoyaban a la operación, por lo que se informó al general soviético Gueorgui Zhúkov de este problema y fue aplazada dos días más. Poco después de las 05:00, el teniente Gerhard Stöck, incorporado en el IV Cuerpo de Ejército rumano en el sector de Kletskaya, llamó al cuartel general del 6.º Ejército en Golubinsky para informarles sobre un inminente ataque que tendría lugar después de las 05:00 de esa mañana. Sin embargo, como la llamada se recibió después de las cinco de la tarde y como eran habituales las falsas alarmas, el oficial de servicio que la recibió no se molestó en despertar al jefe del ejército, el general Arthur Schmidt. Aunque los comandantes soviéticos sugirieron posponer el bombardeo debido a la mala visibilidad que causó la niebla, el cuartel general del frente decidió continuar. A las 7:20 ——hora de Moscú; 5:20 en Alemania—, los comandantes de artillería soviéticos recibieron la palabra clave «Siren», que indicaba un bombardeo de 80 minutos dirigido a las unidades del Eje no alemanas que protegían los flancos alemanes. Aproximadamente 3500 piezas de artillería abrieron fuego contra el 3.º Ejército rumano y la sección del flanco norte del 6.º Ejército alemán. Si bien la densa niebla impidió que la artillería soviética apuntara correctamente, las semanas de preparación les permitieron realizar disparos precisos sobre el enemigo a lo largo del frente. El efecto fue devastador: se cortaron las líneas de comunicación y se destruyeron los depósitos de munición y los puestos de observación delanteros. Muchas de las tropas rumanas que sobrevivieron al bombardeo comenzaron a huir hacia la retaguardia, pero la artillería soviética que apuntaba a las posiciones de la artillería rumana y a las formaciones de segundo grado los terminó atrapando.

### Contra el 3.º Ejército rumano: 19 de noviembre

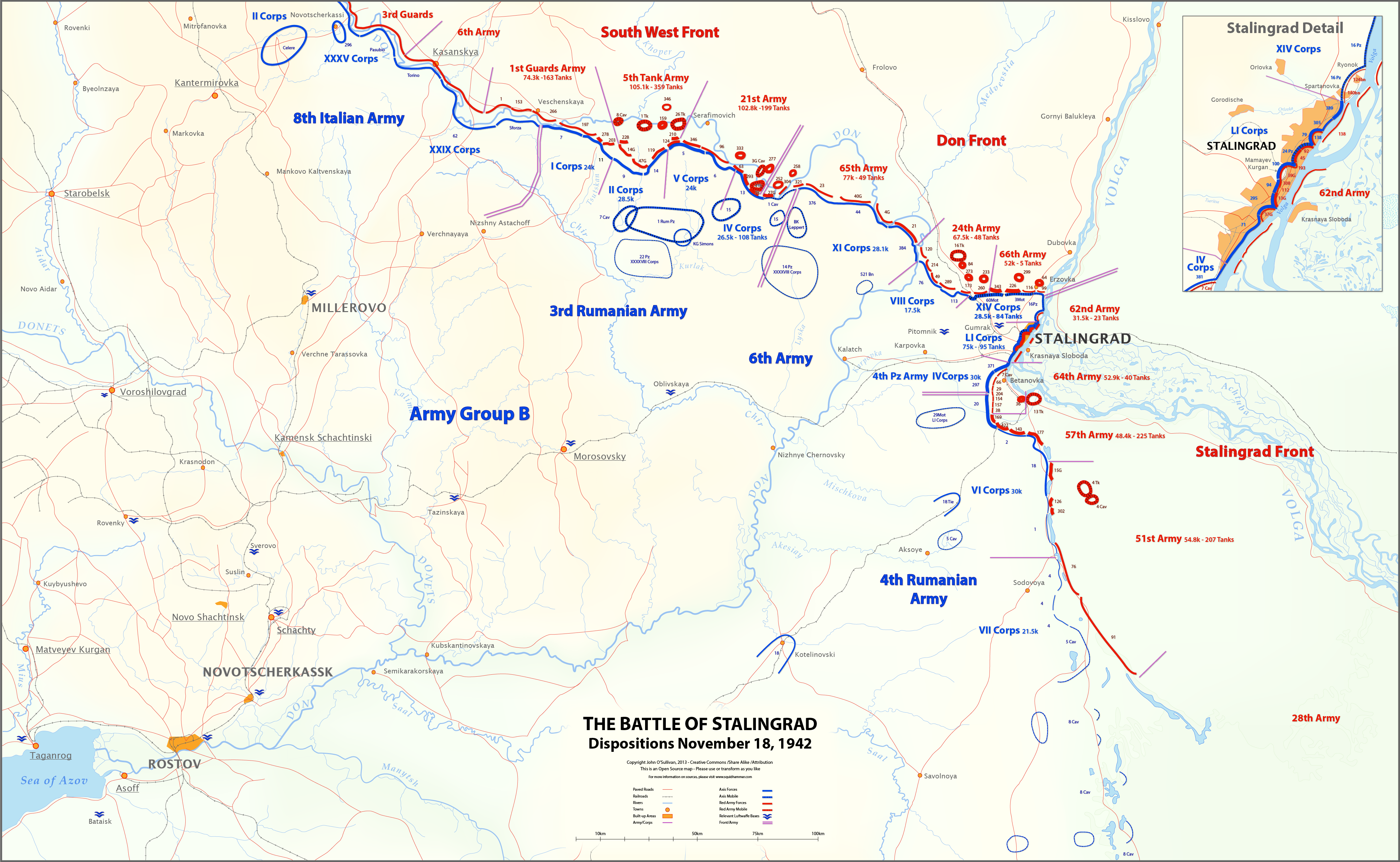
Ubicación de las unidades del Eje y de los ejércitos soviéticos el 18 de noviembre de 1942.

La ofensiva contra el 3.º Ejército rumano comenzó a las 08:50, abanderada por los 21.º y 65.º Ejércitos soviéticos y el 5.º Ejército de Tanques. Los rumanos consiguieron defender las dos primeras rondas, y los efectos del bombardeo de la artillería pesada, que de hecho, dificultaron el movimiento de los tanques soviéticos a través de las minas y la tierra destruida. Sin embargo, la falta de artillería contracarro provocó el colapso de la defensa rumana; alrededor del mediodía, el 4.º Cuerpo de Tanques y el 3.º Cuerpo de Caballería lograron pasar. Poco después, el 5.º Ejército de Tanques logró penetrar al 2.º Cuerpo rumano, seguido por el 8.º Cuerpo de Caballería. A medida que los tanques avanzaban por las posiciones de la artillería rumana y alemana a través de la densa niebla gracias a las brújulas, tres divisiones de infantería rumanas comenzaron a entrar en pánico y crear el caos; el 3.º Ejército rumano había sido flanqueado por el oeste y el este. Después de darse cuenta del ataque soviético, el cuartel general del 6.º Ejército no pudo dar instrucciones a las 16.º y 24.º Divisiones Panzer, que en ese entonces se encontraban luchando en Stalingrado, para organizar y apoyar las defensas rumanas; en cambio, la misión fue encomendada al XXXXVIII Cuerpo Panzer exhausto y mal equipado.
El 48.º Cuerpo Panzer tenía menos de 100 tanques modernos operables para luchar contra los blindados soviéticos. Además, carecían de combustible y la escasez de carros de combate obligó a los comandantes a organizar a sus tripulaciones en campañas de infantería; la 22.ª División Panzer, que formaba parte del cuerpo, quedó casi completamente destruida en los combates que siguieron. La 22.ª División entró en combate con menos de treinta tanques en funcionamiento, y se fue con una compañía de tanques. La 1.ª División Blindada rumana, adjunta al 48.º Cuerpo Panzer, al quedarse sin comunicaciones con sus comandantes alemanes, sufrió una derrota el 20 de noviembre tras atacar al 26.º Cuerpo de Tanques soviético. A medida que los soviéticos continuaron avanzando hacia el sur, muchas de sus tripulaciones de tanques comenzaron a sufrir las consecuencias de las fuertes nevadas, que afectó a los hombres y al equipo y congeló las miras de los cañones. No era raro que los tanques perdieran tracción y que un miembro de la tripulación se rompiera un brazo debido al movimiento irregular y duro dentro de los tanques. Sin embargo, los organismos alemanes también afrontaron problemas de coordinación debido a las tormentas de nieve.
La derrota del 3.º Ejército rumano comenzó a finales del 19 de noviembre. El 21.º Ejército y el 5.º Ejército de Tanques soviéticos capturaron a unos 27 000 prisioneros rumanos —unas tres divisiones— y luego continuaron su avance hacia el sur. La caballería soviética se utilizó para consolidar el avance, cortar las comunicaciones entre los rumanos y el 8.º Ejército italiano y bloquear cualquier posible contraataque contra el flanco soviético. Mientras que la Fuerza Aérea Soviética bombardeó a los soldados rumanos en retirada, la Luftwaffe solo ofreció una oposición insignificante. La retirada de la 1.ª División de Caballería rumana, originalmente ubicada en la 376.ª División de Infantería tudesca, permitió que el 65.º Ejército rodeara a las defensas alemanas. Cuando las fuerzas alemanas comenzaron a reaccionar a última hora del 19 de noviembre, se desarrolló otro ataque en el flanco sur del 6.º Ejército.

## Consecuencias
El 31 de enero de 1943, se iniciaron una serie de ataques soviéticos contra el 6° Ejército, cuyo objetivo era acabar con las desesperadas tropas. Las promesas de Hermann Goering de que la Luftwaffe podría proveer de suministros a las tropas cercadas jamás se cumplieron, ya que estaban basadas en unos cálculos de capacidad de abastecimiento excesivamente optimistas que no pudieron cumplirse ni un solo día de los que estuvo cercado el 6.º ejército.
El 2 de febrero, Paulus y su 6° Ejército, que había sido reducido a 100 000 soldados, se rindieron ante los soviéticos, aunque solo 6000 hombres sobrevivieron al cautiverio y regresaron a Alemania. La operación Urano tuvo su paralela en Smolensko, conocida como la operación Marte. La derrota tudesca en Stalingrado fue la peor derrota que había sufrido la Wehrmacht hasta el momento. Marca el principio de la derrota alemana en el frente oriental, donde ya no recuperaría la iniciativa. Unos días antes de rendirse, Paulus fue ascendido a Feldmarschall, era la forma sutil de decirle a Paulus que debía suicidarse, ya que hasta la fecha ningún Feldmarschall alemán había sido capturado vivo.